# Mufaddaliyat
El Mufaddaliyyat ( árabe : المفضليات / ALA-LC : al-Mufaḍḍaliyāt ), que significa "El examen de al-Mufaḍḍal", es una antología de poemas árabes antiguos que deriva su nombre de su autor Mufaḍḍal al-Ḍabbī,  quien lo compiló en algún momento entre 762 y su muerte en 784 EC.  Contiene 126 poemas, algunas odas completas, otras fragmentarias. Todos ellos pertenecen al Siglo de Oro de la poesía árabe (500 — 650) y se consideran las mejores colecciones de poemas de ese período por diferentes autores. Hay 68 autores, dos de los cuales eran cristianos .  Los poemas más antiguos de la colección datan de aproximadamente el año 500 d. C. La colección es una fuente valiosa sobre la vida árabe preislámica.
El Mufaḍḍaliyāt es una de las cinco fuentes primarias canónicas de la poesía árabe temprana. Los otros cuatro son Mu'allaqat, Hamasah, Jamharat Ash'ar al-Arab y Asma'iyyat .

## La colección
La colección contiene 126 versos largos y cortos en su forma actual. Este número está incluido en la reascensión de al-Anbari, quien recibió el texto de Abu 'Ikrima de Dabba, quien lo leyó con Ibn al-A'rābī, el hijastro de al-Mufaḍḍal y heredero de la tradición.  Sabemos por el fihrist de Ibn al-Nadim (m. Ca. 988 d. C.) que el libro original, transmitido por Ibn al-A'rābī, contenía 128 piezas y comenzaba con el poeta Ta'abbaṭa Sharran Thābit ibn Jābir ; este número concuerda con el manuscrito de Viena, que incluye un poema adicional, poemas anotados por al-Anbari, al-Muraqqish el Viejo, etc., y un poema de al- Harith ibn Hilliza . El Fihrist afirma (p. 68) que algunos eruditos incluyeron más y otros menos poemas, mientras que el orden de los poemas en las varias recensiones difería. Es notable que este texto tradicional, y el escolio que lo acompaña, representado por la recensión de al-Anbari, derivan de los compañeros filólogos de la escuela Kufan de al-Mufaddal. Fuentes de la escuela rival de Basora afirmaron, sin embargo, que el dīwān ('colección') original de al-Mufaddal era un volumen de poemas mucho menor. En su comentario (Berlín MS), Ahmad ibn Muhammad al-Marzuqi da el número de poemas originales como treinta, u ochenta en un pasaje más claro, [upper-alpha 1] ; y menciona también, que al-Asma'i y sus gramáticos basran, aumentaron esto a ciento veinte. Esta tradición, atribuida por al-Marzuqi y su maestro Abu Ali al-Farisi a Abu 'Ikrima de Dabba, a quien al-Anbari representó como el transmisor del texto integral de Ibn al-A'rabi, no es mencionada por al-Anbari, y parecería improbable ya que las dos escuelas de Basora y Kufah estaban en fuerte competencia. Ibn al-A'rabi en particular tenía la costumbre de censurar las interpretaciones de al-Asma'i de los poemas antiguos. Es poco probable que hubiera aceptado las adiciones de sus rivales al trabajo de su padrastro y se las hubiera entregado a Abu 'Ikrima con sus anotaciones.
La colección es un registro de la más alta importancia del pensamiento y el arte poético de la Arabia preislámica en el período inmediato anterior a la aparición del profeta Mahoma . La gran mayoría pertenecía a los días de Jahiliyyah ('Ignorancia') — no más de cinco o seis de los 126 poemas parecen haber sido de poetas de la era islámica — y aunque varios poetas nacidos en Jahiliyyah habían adoptado el Islam (p. Ej. Mutammim ibn Nuwayrah, Rabi'a ibn Maqrum, Abda ibn at-Tabib y Abu Dhu'ayb ), su trabajo tiene pocas marcas de la nueva fe. Mientras que los temas antiguos de la virtud; hospitalidad a los huéspedes y los pobres, la extravagancia de la riqueza, valor en la batalla, la lealtad tribal, se alabó sin embargo, otras prácticas prohibidas en el Islam — vino, los juegos de azar (el juego de maisir), etc., — se celebran todos los poetas que profesan adhesión a la fe. Ni la vieja idolatría ni la nueva espiritualidad son temas. Mufaḍḍal al-Ḍabbī reúne obras de 68 poetas en 126 piezas. Muy pocos de estos poetas, conocidos como al-Muqillun, sobreviven, a diferencia de los poetas cuyos diwans han asegurado su fama duradera. Sin embargo, se celebran muchas piezas seleccionadas por al-Mufaddal. Varios, como los dos poemas largos de 'Alqama ibn' Abada (núms. 119 y 120), las tres odas de Mutammim ibn Nuwayrah (núms. 9, 67, 68), el espléndido poema de Salama ibn Jandal (núm. 22), el hermoso nasib (tema de apertura o prólogo) de al-Shanfara (núm. 20) y la canción de la muerte de Abd-Yaghuth (núm. 30) alcanzan un alto grado de excelencia. La última de la serie, una larga elegía (núm. 126) de Abu Dhu'ayb al-Hudhail sobre la muerte de sus hijos es una de las más admiradas; casi todos los versos de este poema se citan para ilustrar alguna frase o significado de una palabra en los léxicos árabes nacionales. Al- Harith ibn Hilliza es el único poeta incluido también en el Mu'allaqat . Aunque sobreviven los diwans (colecciones de poesía) de los primeros poetas; por ejemplo, Bishr ibn Abi Khazim, al-Hadira, Amir ibn al-Tufail, 'Alqama ibn' Abada, al-Muthaqqib, Ta'abbata Sharran y Abu Dhu'ayb ), no está claro cuántos fueron compilados antes de la antología de al-Mufaddal de cuarenta y ocho poetas preislámicos y veinte de la era islámica. 
El tío y el sobrino, llamado al-Muraqqish, eran dos poetas de la tribu Bakr bin Wa'il y son quizás los más antiguos de la colección. El mayor Muraqqish era el tío abuelo de Tarafa de Bakr, el autor del Mu'allaqat, y participó en la larga guerra entre las tribus hermanas de Bakr y Taghlib, llamada "Guerra de Basus", que comenzó hacia el final. del siglo V d. C. Al-Mufaḍḍal incluye diez de sus piezas (núms. 45 – 54), interesantes principalmente desde un punto de vista anticuario. El número 54 en particular parece muy arcaico y el compilador probablemente reunió todo el trabajo disponible de este antiguo autor, basado en su antigüedad. Del joven Muraqqish, tío de Tarafa, hay cinco piezas (núms. 55 – 59). Los únicos otros autores de los cuales se citan más de tres poemas son Bishr Ibn Abi Khazim de Asad (Nos 96 – 99) y Rabi'a Ibn Maqrum de Dabba (Nos 38, 39, 43 y 113.).
El Mufaddaliyat, como antología de qasidas (odas) completas, difiere del Hamasah, que comprende pasajes seleccionados por su brillantez, con la prosaica editada. Muchos poemas del Mufaddaliyat son fragmentos o están incompletos, e incluso los más largos tienen muchas lagunas. Mufaḍḍal al-Ḍabbī evidentemente se esforzó por preservar la herencia oral en el material poético memorizado por los rawis . Selecciona lo mejor de la tradición oral-literaria y preserva de manera más completa el material representativo y característico de su época, a diferencia del que aparece en la Hamasah por el brillante Abu Tammam .

## Manuscritos
El Mufaddaliyat está pobremente representado por manuscritos en las bibliotecas de Occidente y es apenas conocido.
Aquí los manuscritos que quedan:
- Colección de Berlín; copia imperfecta de la recensión de Al-Marzuqi (m. 1030) con comentario.

- Biblioteca Real de Leipzig (fechada en 1080); fragmento muy antiguo de la recensión de al-Anbari, que contiene cinco poemas en su totalidad o en parte.

- Museo Británico ; copia tomada para CJ Rich en Bagdad de un manuscrito con breves glosas .

- Constantinopla, manuscrito original; al menos cinco manuscritos más en bibliotecas de mezquitas.

- Copia moderna de Viena del manuscrito original de Constantinopla .

- El Cairo ; copia moderna, contiene el comentario completo de al-Anbari.
- La Universidad de Yale en Estados Unidos tiene una copia moderna tomada de la misma recensión original que la copia de El Cairo.

- Manuscrito de origen persa (fechado en 1657); texto idéntico al códice de Viena.

- Manuscrito de F. Krenkow de Leicester; parece representar una recensión mencionada por Ibn al-Nadim en el Fihrist (p. 68), (Ver arriba); El manuscrito sin fecha, probablemente del siglo VI de la Hégira, descubierto recientemente, supuestamente era la segunda parte de dos antologías combinadas — el Mufaddaliyat de Al-Mufaddal y el Aṣma'īyāt de al-Aṣma'ī — que sin embargo contiene muchos más poemas que cualquiera de los dos. colección en las distintas versiones. El comentario parece ser ecléctico, extraído en parte (quizás principalmente) de Ya'qūb Ibn al-Sikkīt (m. 858), y en parte de Abu-Jafar Ahmad ibn Ubaid ibn Nasih, una fuente de al-Anbari y alumno de Ibn al -A'rābī . La compilación parece más antigua que al-Anbari, ya que sus glosas a menudo se citan de forma anónima. .

## EdicionesAl-Mufaḍḍaliyyāt
- Die Mufaḍḍaliyyāt, ed. H. Thorbecke. 1. Heft (Leipzig 1885). Heinrich Thorbecke basó esta edición en el texto del Códice de Berlín. Comenzó este trabajo en 1885 pero solo había completado el primer fascículo, con cuarenta y dos poemas, cuando murió.

- al-Mufaḍḍaliyyāt vol. con un breve comentario de al-Anbari (Constantinopla 1891).

- al-Mufaḍḍaliyyāt, ed., Abū Bakr b. ʿU. Dag̲h̲istānī (El Cairo 1324/1906) .; texto completo, con breves glosas del comentario de al-Anbari; basado generalmente en el códice de El Cairo ( ver arriba), con referencias a la edición académica de Thorbecke en la primera mitad del trabajo.
- The Mufaḍḍaliyyāt, una antología de antiguas odas árabes (Oxford 1921), ed. CJ Lyall; edición completa del texto y comentario de al-Anbārī; poemas traducidos por Charles James Lyall : i, texto árabe ; ii, Traducción y notas (Oxford 1918); iii, Índices del texto árabe, compilado por AA Bevan (Londres 1924), en paralelo con su edición en árabe: Dīwān al-Mufaḍḍaliyāt: wa-hiya nukhbah min qaṣāʼid al-shuʻarāʼ al-muqallīn fī al-Jāhilīyah wa-awāʼil al -Islām, ed. por Kārlūs Yaʻqūb Lāyil (Bayrūt: Maṭbaʻat al-Ābāʼ al-Yasūʻiyyīn, 1920).
- al-Mufaḍḍaliyyāt, ed., Ahmad Mohammad Shakir ; Abdassalam Mohammad Hârun, El Cairo, Dar al-Ma`ârif 1942.
- S̲h̲arḥ Ik̲h̲tiyārāt al-Muf, ed. F. Ḳabāwā, i-ii (Damasco 1388-91 / 1968-71); que contiene 59 poemas y comentarios de al-Tibrīzī.
- S̲h̲arḥ al-Mufaḍḍaliyyāt, ed. AM al-Bid̲j̲āwī, i-iii (El Cairo 1977).